# Jacques-Nicolas Paillot de Montabert
Pour les articles homonymes, voir Paillot et Montabert.
Jacques-Nicolas Paillot de Montabert né à Troyes le 6 décembre 1771 et mort dans la même ville le 6 mai 1849 est un peintre et historien de l'art français. 

## Biographie
Jacques-Nicolas Paillot est né le 6 décembre 1771 à Troyes, dans un hôtel particulier de la rue du Bourg-Neuf. Baptisé le 10 à l'église de la Madeleine, il a pour marraine sa tante Marie Madeleine Paillot et pour parrain le conseiller Jacques Corps, conseiller à la cour des Aides et époux de sa tante Madeleine Dessain. Il est le frère cadet de l'homme politique troyen Victor Paillot de Loynes (1713-1802).

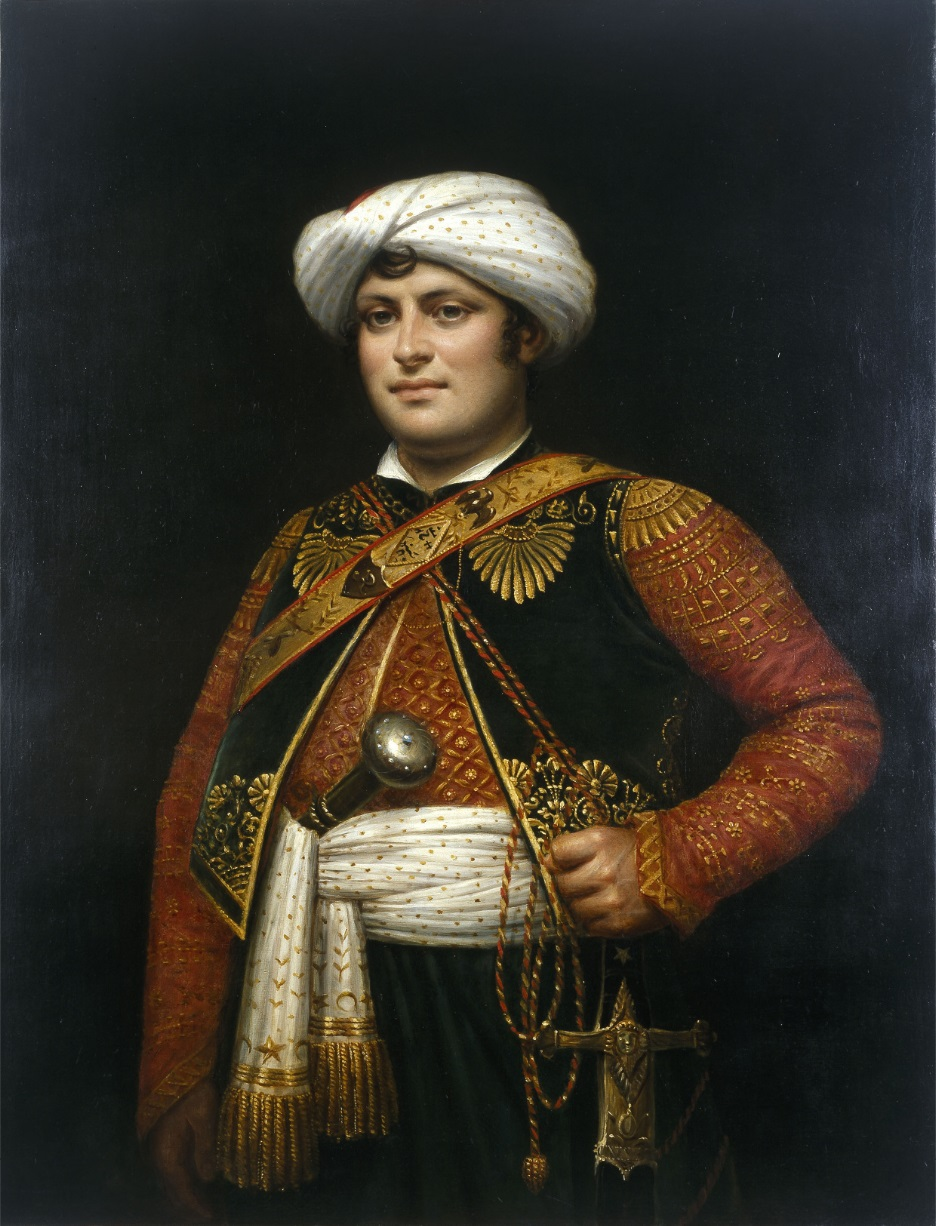
Le Mamelouk Roustam Raza (1806), Paris, musée de l'Armée.

Il reçoit une première formation artistique dans sa ville natale sous la conduite d'un peintre local, Pierre Baudemant (1729-1808), professeur à l’École royale gratuite et publique de dessin, mathématiques, d’architecture et des arts nouvellement fondée et affiliée à l’Académie royale de Paris. La Révolution, pendant laquelle il émigre ainsi que son beau-frère Germay de Cirfontaine, introduit une rupture dans sa formation et perturbe le développement de sa carrière. Elle lui aurait donné toutefois l'occasion d'étudier l'anatomie à Rouen avec Jean-Baptiste Laumonier, chirurgien-chef de l’Hôtel-Dieu et futur fondateur de l'École de Cérisculpture, puis de côtoyer Gilbert Stuart (1755-1828), qui l'introduira au portrait à l'anglaise. Inscrit sur la liste des émigrés, il ne revient en France qu'en 1800 ou 1801.
Il entre aux Beaux-Arts de Paris sous le patronage de Joseph-Benoît Suvée et intègre quelques années plus tard l'atelier de Jacques-Louis David. Déjà âgé et ayant séjourné en Italie pendant la Révolution, sa priorité n'est pas de préparer le concours du prix de Rome mais de vivre de son art. 
De 1802 à 1831, il expose régulièrement au Salon, où ses envois, à l'exception notable de son portrait de Roustam, le mamelouck de l'empereur (1806, Paris, musée de l'Armée) passent inaperçus. L'artiste se singularise en participant aux tentatives de résurrection de techniques picturales de l'Antiquité et du Moyen Âge, en particulier la peinture à l'encaustique. La Léda (disparue) qu'il expose pour la seconde fois en 1814 lui vaut d'être décoré. Il reçoit en 1816 la commande d'une peinture d'histoire, Diane venant visiter Endymion (Troyes, musée Saint-Loup). Cette même année, il brigue un siège de membre correspondant à l’Académie des beaux-arts, qui sera finalement donné à Charles Thévenin.
Pendant la Restauration, il s'éloigne du Salon pour se lancer dans la rédaction de l'œuvre pour laquelle il est essentiellement connu aujourd'hui, un Traité complet de la peinture en neuf volumes et un atlas de planches, publié en 1828-1829. Après 1830, Paillot de Montabert adhère à la Société libre des beaux-arts, fondée à Paris. 
Retourné à Troyes, il s'y installe définitivement en 1834 après une attaque qui le laisse aveugle. Il partage alors ses activités entre la Société académique de l'Aube — dont il est membre depuis 1824 —, la Société des amis des arts nouvellement créée (expositions de 1843 et 1845) et son œuvre de théoricien et de pédagogue. Quatre des sept manuscrits inédits retrouvés après sa mort sont des manuels d’enseignement du dessin. Il s'attache en outre à soutenir les jeunes artistes troyens, en particulier le sculpteur Pierre-Charles Simart (1806-1857). 
Il meurt à son domicile des faubourg de Troyes le 6 mai 1849. Un monument funéraire, conçu par son ami Paul Carpentier et élevé grâce à une souscription ouverte par la Société libre des beaux-arts, est inauguré en 1851 au cimetière de Saint-Martin-ès-Vignes. Le monument est déplacé en 1888 au nouveau cimetière de Troyes.
Paul Carpentier a publié à titre posthume deux des manuscrits auxquels l'artiste avait travaillé à la fin de sa vie : L’Artistaire (1855) et L’Unitismaire (1859), qui devaient représenter les compléments social et spirituel de son esthétique. Le second, sous-titré « livre des chrétiens unitistes », a été inscrit à l’Index librorum prohibitorum (Index des livres interdits) par la congrégation pour la doctrine de la foi quelques mois à peine après sa parution.
À l'instigation de la Société libre des beaux-arts, une pétition signée de près de 60 artistes et du secrétaire perpétuel de l’Académie des beaux-arts Raoul-Rochette sollicite et obtient en 1843 sa nomination comme chevalier dans l'ordre de la Légion d'honneur.

## Postérité
De 2003 à 2007, l'université de Reims-Champagne-Ardenne, en partenariat avec le musée Saint-Loup de Troyes, les archives départementales de l'Aube et la Maison du Patrimoine lui ont consacré un programme de recherche. Celui-ci a abouti à une exposition et un colloque au printemps 2007 à Troyes, sa ville natale. Il a bénéficié du soutien des descendants du frère aîné de l'artiste, qui ont depuis donné aux archives départementales de l'Aube l'ensemble des papiers restés dans la famille, en particulier la correspondance de l'artiste.

## Œuvres
- France

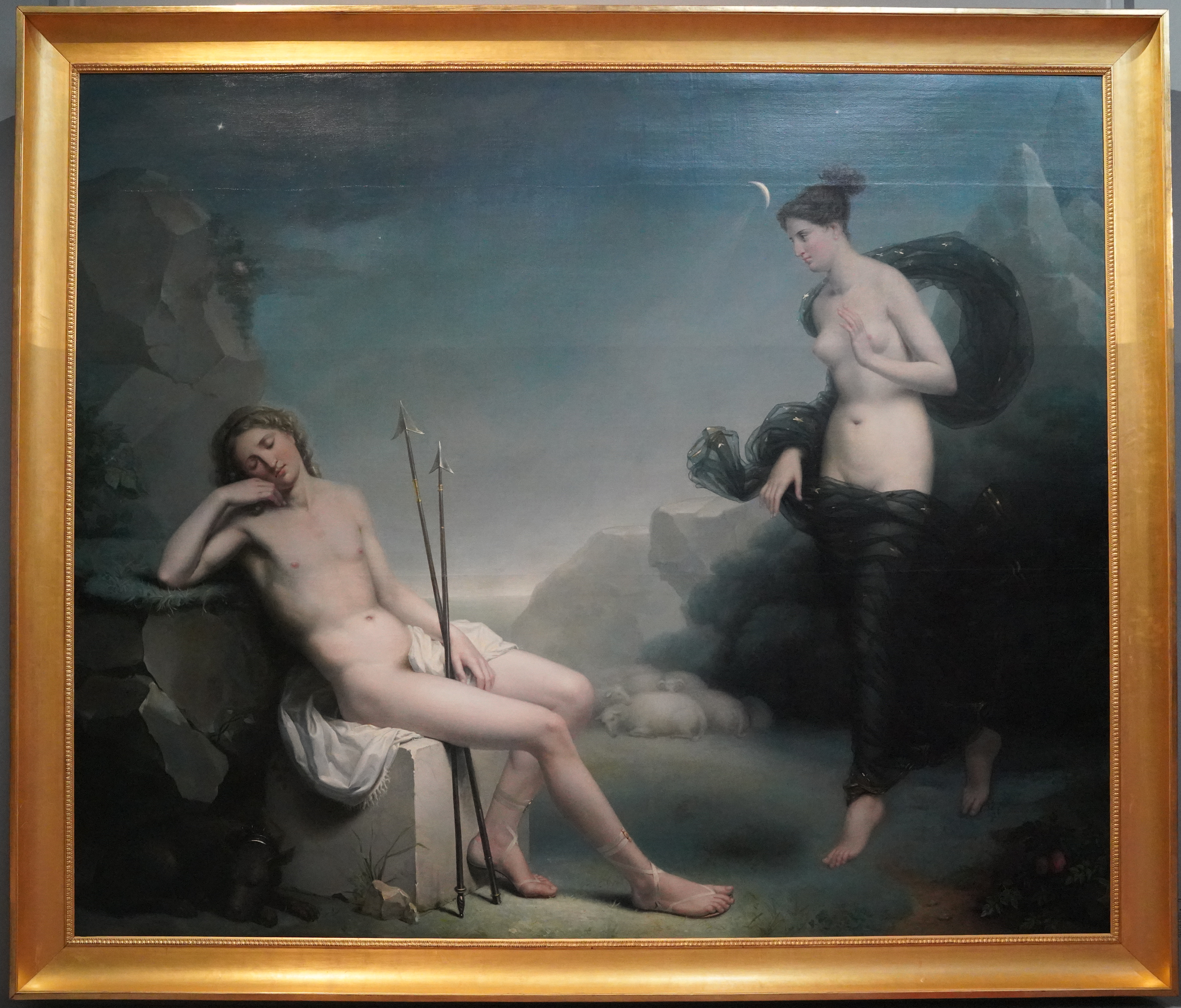
Diane venant visiter Endymion, 1817, Troyes, musée Saint-Loup.

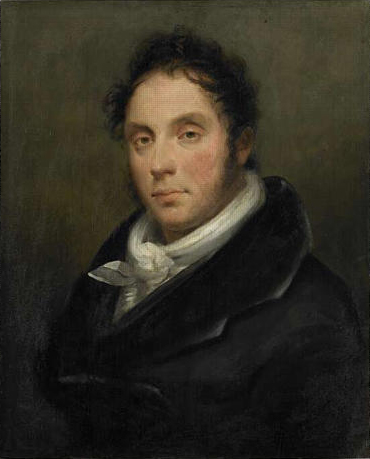
Lord Byron, après 1824, Troyes, musée Saint-Loup.

  - Paris, musée de l'Armée : Portrait du Mamelouk Roustam Raza, 1806, huile sur toile, 1,52 × 1,25 cm[3], don de Pierre-Albert Beaufeu en 1900[note 3].
  - Troyes, musée Saint-Loup :
    - Nature morte et gibier, 1808, achat avant 1864 ;
    - Nymphe et faune, 1808, peinture à l'encaustique, don de Julien Gréau en 1885 ;
    - Portrait d'un jeune garçon, 1810, achat en 1880 ;
    - Diane venant visiter Endymion, 1817, peinture à l'encaustique, ancienne collection de Louis XVIII, commande de la maison du Roi en 1816 pour 3 000 francs, dépôt de l'État en 1872[4] ;
    - Lord Byron, après 1824, peinture à l'encaustique[5] ;
    - Portrait d'un frère de la doctrine chrétienne, 1830, peinture à l'encaustique, achat en 1886 ;
    - La Madeleine, 1831, peinture à l'encaustique, achat avant 1864.
- Taïwan
  - Tainan, musée Chimei : Portrait présumé de Lord Byron, 1823[note 4].

## Publications
- Théorie du geste dans l'art de la peinture, Paris, librairie Magimel, 1813 (Lire en ligne).
- Traité complet de la peinture, Paris, Bossange, 1829, neuf tomes et un volume de planches, T.1 (en ligne), T.2 (en ligne), T.3 (en ligne), T.4 (en ligne), T.5 (en ligne), T.6 (en ligne), T.7 (en ligne), T.8 (en ligne), T.9 (en ligne), T.10 (en ligne).
- L'Unitismaire. Livre des chrétiens unitistes ou Exposé de la grande science chrétienne de nos devoirs envers Dieu, envers nous-mêmes et envers la société, grande science ou unitisme institué par Jésus-Christ divin libérateur, dont les doctrines ont été basées sur le principe éternel de l’unité, Paris, Alexandre Johanneau, 1858, trois volumes in-8°.
- Dissertation sur les peintures du Moyen Âge, Paris, Allia, 2002, 80 p. (ISBN 2844851037)